# Lucien Doussot
Pour les articles homonymes, voir Doussot.
Lucien Doussot, né à Combertault (Côte-d'Or) le 12 octobre 1913 et mort à Chartres en 1963, dit Lucien le pokériste ou Lucien la Gestapo ou André ou encore Lucien le Phalère, fut un agent de Klaus Barbie sous l'Occupation, pendant la Seconde Guerre mondiale. Barbie disait de lui qu’il était « un de ses meilleurs agents français ».

## Biographie
Enfant naturel de Marie — dite Jeanne — Marey, donc né sous le nom de Lucien Marey, le nom de Doussot lui est attribué lors de sa légitimation par le mariage de sa mère avec François Doussot le 22 mars 1919. 
Petit truand, il connaît une jeunesse agitée. Il est condamné en 1935, par le tribunal correctionnel de Toulon à 4 mois de prison, puis en 1939 par le tribunal correctionnel de Dijon à 2 ans de prison et 10 ans d'interdiction de séjour pour vols. Il fait partie des 38 détenus évadés de la prison, face à l'avancée des forces allemandes pendant la Campagne de France, dont un certain Frédéric Martin. À Saint-Jean-des-Vignes, Doussot est patron du bar Chez Lulu situé non loin de la ligne de démarcation. Après avoir vendu ses bons offices en tant que passeur à Chalon-sur-Saône, il se met au service de l'ennemi, sans doute dès 1942. Il commande la section IV E de la Gestapo. 
Bien qu'il ait prétendu après la Libération avoir été un agent double, il fut impliqué dans de très nombreuses arrestations de résistants, en particulier celles de Léon Faye, de Bertie Albrecht, de Charles Delestraint et de Jean Moulin,, il participe de son propre aveu à la rafle de Saint-Claude (Jura), le 9 avril 1944. Doussot prend le maquis, après le bombardement du siège de la Gestapo de Lyon. 
Ses actes de « résistance » lui ont valu l'homologation FFI
Reconnu, arrêté après la Libération, plusieurs fois évadé et repris, Doussot est jugé à Lyon, fin 1949, par la Cour de justice du Rhône. Condamné à mort le 25 novembre, malgré les efforts de la défense qui le présente comme un agent du réseau Dupleix engagé sur ordre au SD, il est gracié par le président Vincent Auriol le 17 janvier 1951. En 1951, le tribunal militaire de Lyon le condamne pour meurtre à dix ans de travaux forcés supplémentaires. À la suite de réductions de peine, il est finalement libéré le 15 avril 1963.
Il décède en 1963, dans un accident de la route avec rupture de direction non loin de Chartres.